# George Woodward Wickersham
George Woodward Wickersham (Pittsburgh, 19 settembre 1858 – New York, 26 gennaio 1936) è stato un politico statunitense.

## Biografia
Fu il 48º procuratore generale degli Stati Uniti sotto il presidente degli Stati Uniti d'America William Howard Taft (27º presidente).
Fu anche presidente del Council on Foreign Relations dal 1933 al 1936. Alla sua morte il corpo venne seppellito a Brookside Cemetery, a Englewood nello stato del New Jersey.